# 大入島村
大入島村（おおにゅうじまむら）は、大分県南海部郡にあった村。現在の佐伯市荒網代浦・石間浦・片神浦・久保浦・塩内浦・高松浦・日向泊浦・守後浦にあたる。

## 地理
- 島：大入島、片白島

## 歴史
江戸時代には佐伯藩領上浦村の一部であり、大入島には上浦村組所属の枝郷8か村（荒網代浦・石間浦・片神浦・久保浦・塩内浦・高松浦・日向泊浦・守後浦）があった。

### 沿革
- 1878年（明治11年）11月1日 - 郡区町村編制法施行にともなう海部郡の分割により、大入島の8か村は全て南海部郡の所属となる。
- 1889年（明治22年）4月1日 - 町村制施行にともない、荒網代浦・石間浦・片神浦・久保浦・塩内浦・高松浦・日向泊浦・守後浦の計8か村が合併して大入島村が発足。
- 1941年（昭和16年）4月29日 - 佐伯町・八幡村・西上浦村と合併し、佐伯市の一部となる。